# Dapsilarthra antisulcata
Dapsilarthra antisulcata är en stekelart som först beskrevs av Bhat 1979.  Dapsilarthra antisulcata ingår i släktet Dapsilarthra och familjen bracksteklar. Inga underarter finns listade i Catalogue of Life.